# Park Devin
Der Park Devin ist ein Naherholungsgebiet im Stadtteil Devin des Stralsunder Stadtgebietes Süd.

## Geschichte
Ab der Mitte des 19. Jahrhunderts wurden im damals noch selbständigen Ort Devin auf einem als Tannenkamp zu Devin bezeichneten und zur Holzgewinnung genutzten Gelände im Auftrag des Stralsunder Heilgeisthospitals, dem der Ort unterstand, die bestehenden Pflanzungen verjüngt und neue angelegt. Dafür wurden im Jahr 1855 aus der Flottbeker Baumschule James Booths etwa 6000 Bäume und Sträucher geliefert. Dazu gehörten Libanonzedern, Maulbeerbäume, Tulpenbäume, Goldregen, Flieder, Schneeball und Jasmin. Im Jahr 1856 wurde eine mit Linden und Ahornbäumen bestandene, zum Strand des Strelasundufers führende Allee angelegt, die den Park an seiner westlichen Seite begrenzte. An der südlichen Seite bildete eine Allee mit Kastanienbäumen und an der östlichen Seite eine Allee mit Birken die Begrenzung des neuen Parks. Auch ein Brunnen wurde angelegt. 1862 wurde ein Pavillon errichtet, 1868 kamen ein Eiskeller und ein überdachtes Buffet hinzu. Das Buffet wurde ab 1887 durch ein Restaurant, das Kurhaus Devin, ersetzt. Der sich von der Dorfstraße bis zum Hochufer der Deviner Bucht erstreckende Park, in dem bis Ende des 19. Jahrhunderts zudem Buchen, Eichen, Kastanien, Kiefern, Linden und Robinien angepflanzt wurden, war auch durch den Bau einer Seebrücke (1865) zu einem beliebten Ausflugsziel geworden.
Der Erste Weltkrieg beendete vorläufig die Nutzung des Parks als Erholungsgebiet. Die gesamte Anlage wurde nicht mehr gepflegt und verfiel. Das Kurhaus wurde sommers als Sanatorium für Soldaten genutzt. In der Nähe des Parks wurden Schonungen angelegt, das Holz wurde zu Bau- und Heizzwecken genutzt. Für die 45 Kriegstoten des Ortes wurde im Juni 1921 ein Kriegerdenkmal im Park angelegt: Ein auf Feldsteinen gelagerter Findling zeigte die Inschrift „Unseren tapferen Kriegern / 1914–18 / Krieger-Verein / Devin u. Umgegend“, 45 Feldsteine in der Einfriedung des Denkmals wiesen die Namen der Toten auf. Pläne nach dem Ersten Weltkrieg sahen eine Umwandlung auch des südlich der Dorfstraße befindlichen Waldstücks zu einem Park vor. 1929 wurden im alten Park Durchforstungen vorgenommen. Die Stralsunder nutzten zur Erholung nunmehr überwiegend den nahen Borgwallsee.
Das Kurhaus wurde bis etwa 1937 wieder verstärkt genutzt. Mit der Eröffnung des Straßenverkehrs über den Rügendamm verlagerte sich das Interesse der Stralsunder Ausflügler auf die Insel Rügen.
Nach dem Zweiten Weltkrieg waren im Kurhaus Flüchtlinge untergebracht, ab 1951 wurde es wieder als Restaurant genutzt sowie als Kinderferienlager. Der Park wurde ehrenamtlich von Deviner Einwohnern gepflegt. Das Kriegerdenkmal von 1921 wurde in den 1970er-Jahren entfernt und eine Freilichtbühne wurde errichtet.
Nach 1990 wurde das Restaurant im Kurhaus geschlossen, die Parkpflege wurde eingestellt, der Baumbestand entwickelte sich schnell zum Wald. Erst im Jahr 2002 wurde das Kurhaus wieder eröffnet und mit einem als Hotel dienenden Neubau erweitert. Auch der Park wurde ab 2003 wieder als solcher wiederhergestellt und der Gedenkstein für die Deviner Kriegstoten des Ersten Weltkriegs wurde wieder aufgestellt.

## Denkmalschutz
Der Park ist seit Anfang der 1990er-Jahre wie auch das Kurhaus in die Liste der Baudenkmale in Stralsund eingetragen.